# Aire urbaine de Landivisiau
L'aire urbaine de Landivisiau est une aire urbaine française constituée autour de la ville de Landivisiau (Finistère).
En 2016, ses 12 218 habitants faisaient d'elle la 343e des 354 aires urbaines françaises.

## Caractéristiques
D'après la délimitation établie par l'INSEE, l'aire urbaine de Landivisiau est composée de 3 communes, situées dans le Finistère. 
L'aire se réduit à son pôle urbain, formé par l'unité urbaine de Landivisiau.
Elle comporte 2 communes monopolarisées.
Elle appartient à l'espace urbain de Brest.
Le tableau suivant détaille la répartition de l'aire urbaine sur le département (les pourcentages s'entendent en proportion du département) :
| Département | Communes | Communes (%) | Superficie (km²) | Superficie (%) | Population (2016) | Population (%) |
| ----------- | -------- | ------------ | ---------------- | -------------- | ----------------- | -------------- |
| Finistère   | 3        | 1,08         | 47,68            | 0,71           | 12 218            | 1,34           |

En 2016, la population s’élevait à 12 218 habitants.

## Composition communale
Voici la liste et les caractéristiques des communes de l'aire urbaine de Landivisiau.
| Code INSEE | Commune           | Type de commune              | Dép.      | Superficie (km²) | Population (2016) | Densité (hab./km²) |
| ---------- | ----------------- | ---------------------------- | --------- | ---------------- | ----------------- | ------------------ |
| 29074      | Guimiliau         | Commune rurale monopolarisée | Finistère | +0011,22         | +0 0001 016,      | +00090,55          |
| 29097      | Lampaul-Guimiliau | Commune du pôle urbain       | Finistère | +0017,48         | +0 0002 079,      | +00118,93          |
| 29105      | Landivisiau       | Commune du pôle urbain       | Finistère | +0018,98         | +0 0009 123,      | +00480,66          |
|            | Total             |                              |           | +0047,68         | +00012 218,       | +00256,25          |